# فرناندو ميسيل
فرناندو ميسيل (بالإسبانية: Fernando Angel)‏ هو موسيقي مكسيكي، ولد في 16 سبتمبر 1963.